# Villány vasútállomás
Villány vasútállomás egy Baranya vármegyei vasútállomás, Villány városában, a MÁV üzemeltetésében. A belterület északnyugati részén helyezkedik el, közúti elérését a közvetlenül mellette elhaladó 5707-es út biztosítja.

## Vasútvonalak
Az állomást az alábbi vasútvonalak érintik:
- Pécs–Mohács-vasútvonal
- Villány–Magyarbóly-vasútvonal

## Kapcsolódó állomások
A vasútállomáshoz az alábbi állomások vannak a legközelebb:
- Villánykövesd megállóhely (Pécs–Mohács-vasútvonal)
- Márok megállóhely (Pécs–Mohács-vasútvonal)
- Villány elágazás (Villány–Magyarbóly-vasútvonal)

## Forgalom
| Járat        | Útvonal | Gyakoriság   |
| ------------ | --- | ------------ |
| személyvonat | Pécs – Pécs-Külváros – Pécsbánya-Rendező – Pécsudvard – Szőkéd – Áta – Kistótfalu – Vokány – Palkonya – Villánykövesd – Villány – Márok – Bóly – Nagynyárád – Középmező – Mohács | Napi 2 pár   |
| személyvonat | Pécs – Pécs-Külváros – Pécsbánya-Rendező – Pécsudvard – Szőkéd – Áta – Kistótfalu – Vokány – Palkonya – Villánykövesd – Villány – Magyarbóly (– Beli Manastir (Pélmonostor))     | 2 óránként   |
| személyvonat | Magyarbóly – Villány | Napi 1-2 pár |
| személyvonat | Mohács – Középmező – Nagynyárád – Bóly – Márok – Villány | Napi 5 pár   |